# Nurhaci
Nurhaci (kitajsko: 努爾哈赤 ali 努爾哈齊; pinjin: Nǔ'ěrhāchì, Nǔ'ěrhāqí, znan tudi po svojem tempeljskem imenu Tajdzu (kitajsko 清太祖),  je bil ustanovitelj kitajske džurčenske dinastije Kasnejši Džin. Vladal je od leta 1616  do 1626, * 14. maj 1559, † 30. september 1626.
Kot vodja hiše Aisin Gioro je Nurhaci reorganiziral in združil različna džurčenska plemena, utrdil vojaški sistem Osmih praporov in sčasoma začel napadati dinastiji Ming in Joseon. Njegovo osvajanje severovzhodne regije Liaodong v posesti dinastije Ming  je postavilo temelje za osvojitev dinastije Ming  in ustanovitev dinastije Čing s strani njegovih potomcev leta 1636. Na splošno se mu pripisuje tudi ukaz za ustvarjanje nove pisave za mandžurski jezik, ki je temeljila na mongolski navpični pisavi.

## Zgodnje življenje
Nurhaci je bil rojen leta 1559 v klanu Gioro in trdil, da je potomec džurčenskega poglavarja Mentemuja, ki je živel dve stoletji prej. Odraščal je v Fušunu kot vojak generala dinastije Ming Li Čengljanga, kjer se je naučil mandarinščine, uradnega dvornega jezika dinastije Ming. Prebral je kitajska romana Romanca treh kraljestev in Razbojniki iz močvirja Ljanšan in iz njiju izvedel vse, kar je vedel o kitajski vojaški in politični strategiji. Ko se je uradno kot kan kasnejše dinastije Džin povzpel na prestol, je svoj klan okoli leta 1612 preimenoval v Aisin Gioro.
Nurhacijev stari oče Gjocangga je bil poglavar Džurčenov v Hetu Ali. Leta 1582 je  rivalski poglavar Džurčenov Nikan Vajlan z vojsko Minga napadel  utrdbo Gure v sedanjem okrožju Šinbin. Giocangga se je zbal za svojo vnukinjo, poročeno s  poglavarjem mesta Ataijem, in skupaj z Nurhacijevim očetom Taksijem napadel Gure. V bitki, ki je sledila, sta bila oba ubita.
Nurhaci se je maščeval Nikanu Vajlanu za smrt očeta in starega očeta. Dosegel je, da mu je Ming izročil očetove posmrtne ostanke, mu podelil trgovske patente in ga priznal za  Gjocanggovega naslednika. Nurhacijeva zahteva, da mu izročijo Vajlana, je bila zavrnjena. Nurhaci je nato začel širiti svojo moč, začenši "s samo trinajstimi kompleti oklepov, ki jih je podedoval od svojega očeta". Leta 1584 je napadel Nikana Vajlana pri Turunu in ga prisilil na beg v Erhun, kjer ga je Nurhaci leta 1587 znova napadel. Vajlan je tokrat pobegnil na ozemlje cesarja Lija. Li je tokrat izpolnil Nurgacijevo zahtevo in mu izročil Nikana Vajlana, ki je bil zatem obglavljen.
Nurhaci je v naslednjih letih postopoma krepil svojo moč in od leta 1583 do 1588 podredil osrednja džurčenska plemena in mesta, a se je še vedno štel za branitelja meje dinastije Ming in lokalnega predstavnika njihove oblasti. Leta 1589 je postal pomočnik glavnega komisarja in leta 1595 general zmajevega tigra. Svoj odnos z Mingom je utrdil tako, da je po letu 1590 osebno vodil več džurčenskih delegacij v Peking. Bil je viden zvest podanik dinastije Ming. Proti nepokorjenim džurčenskim plemenom je v imenu dinastije Ming vodil agresivno politiko.

## Združitev džurčenskih plemen
Leta 1593 je klan Nara pozval koalicijo devetih plemen (Hada, Ula, Hoifa, Korčin, Mongol, Sibe, Guvalca, Džušeri in Nejen), naj skupaj napadeje Džjandžovske Džurčene. Koalicija je bila v bitki z Nurhacijem pri Gureju poražena.
Od leta 1599 do 1618 se je Nurhaci odpravil na pohode proti štirim plemenom Hulunske plemenske zveze. Leta 1599 je napadel Hade in jih leta 1603 podjarmil. Leta 1607 je podjarmil tudi Hoife in usmrtil njihovega poglavarja Baindarija. Sledil je pohod proti Ulijem in njihovemu poglavarju Bujantaju leta 1613 in nazadnje proti Jehejem in njihovemu poglavarju Gintaisiju v bitki pri Sarhuju leta 1619. Z naraščanjem Nurhacijeve moči so postajali odnosi z Mingom vse  bolj napeti. Nurhaci je leta 1608 podložnikom dinastije Ming na svojem ozemlju prepovedal obdelovati zemljo in nabirati ginseng, enega njihovih glavnih izvoznih pridelkov.
Leta 1599 je Nurhaci svoja prevajalca Erdenija Baksija in Dahaja Jargucija zadolžil,  da mongolsko pisavo prilagodita mandžurskemu jeziku. Dahaj je v korejski knjigi Nandžung čamnok avtorja Čo Kjong Nama opisan kot Han s poreklom iz doline Ljao. Njegov opis se ne sklada s podatkom iz dinastija Čing, da je bil iz klana Giolca. Dahajeva družina naj bi živela blizu Fušhuna v regiji Giolca.
Leta 1606 so Mongoli Nurhaciju podelili naziv Kundulun Kan.
Leta 1616 se je Nurhaci razglasil za kana in ustanovil dinastijo Džin (Aaisin Gurun), ki se zaradi starejše džurčenske dinastije Džin iz 12. stoletja običajno imenuje Kasnejši Džin. Naziv Kasnejši Džin je Nurhacijev sin Hong Tajdži  leta 1626 preimenoval v Čing. Za ustanovitelja dinastije Čing se kljub temu običajno šteje Nurhaci.
Nurhaci je za svoje glavne svetnike v državni upravi imenoval pet svojih najbolj zaupanje vrednih spremljevalcev: Anfijangguja, Ejduja, Hurhana, Fjongdona in Hohorija. Ko je postal kan, je k svoji domeni dokončno pridružil tudi klana Ula, iz katerega je bila njegova soproga Abahaj, in Jehe, iz katerega je bila njegova soproga Monggo Džerdžer.
Nurhaci je zaradi političnih razlogov začel poudarjati razlike med Džurčeni in drugimi ljudstvi, vključno z Mongoli. Za Mongole je rekel, da se oblačijo enako kot Džurčeni, vendar govorijo drug jezik. Kasneje je začel trditi, da nimajo Džurčeni z njimi nič skupnega: "Vi, Mongoli, redite živino, jeste meso in nosite kože. Moj ljudje obdelujejo polja in živijo od žita. Mi nismo ena država in govorimo različna jezika."
Nurhaci je Džurčene reorganiziral v Osem praporov, ki so bili precej umetno ustvarjena tvorba, ker so bili v posameznih praporih združeni različni klani.

## Invazija na dinastijo Ming
Leta 1618 je Nurhaci izročil dinastiji Ming dokument z naslovom Sedem velikih zamer, v katerem je naštel sedem pritožb. Večina pritožb se je nanašala na favoriziranje klana Jehe in spore z njim. Dokument je bil nekakšna neuradna vojna napoved dinastiji Ming. V naslednjih letih se je uspešno spopadal z dinastijami Ming, Severni Juan in Joseon in drugimi džurčenskimi klani in zelo povečal svoje ozemlje. Ustanovil je Fe Alo in Hetu Alo, ki sta kasneje postali prvi prestolnici Kasnejšega Džina. Pri gradnji Hetu Ale je sodelovalo veliko etničnih Hanov.
Pomembno vlogo v zmagi dinastije Čing nad dinastijo Ming so imeli prebežniki iz dinastije Ming. Generali Minga, ki so prebegnili k Mandžurom, so se pogosto poročili z nevestami iz klana Aisin Gioro, prebežniki nižjega ranga pa s sebi primernimi Manžurkami. Nurhaci je eno od svojih vnukinj poročil z generalom Minga Li Jongfangom, ki je leta 1618 Mandžurom predal Fušun na polotoku Liaoning. Njuni potomci so  prejel naziv vikont tretjega razreda (sān děng zǐjué)
Vojnega ujetnika Gong Džengluja je njegova družina poskušala odkupiti, a ga Nurhaci ni osvobodil. Imenoval ga je za učitelja  svojih sinov in ga obdaril s sužnji, ženskami in stalnim prebivališčem.
Nurhaci je Hane v Liaodongu obravnaval različno, odvisno od tega, koliko žita so pridelali. Z malimi kmeti je ravnal slabo, velike pa je nagradil. Po uporu Hanov v Liaodongu leta 1623 se je obrnil proti njim ter uvedel diskriminatorno politiko, hkrati pa ukazal, da se asimilirani Hani obravnavati enako kot Džurčeni.
Do maja 1621 je osvojil mesti Liaojang in Šenjang. Aprila 1625 je Šenjang izbral za novo glavno mesto, ki je takšno ostalo do osvojitve Minga leta 1644.

## Smrt in zapuščina
Leta 1626 je Nurhacija porazil minški general Juan Čonghuan v bitki pri Ningjuanu, kar je bil prvi resen vojaški poraz v njegovem življenju. Juan je bi v bitki oborožen s topovi, izdelanimi na Portugalskem. Nurhaci je bil med bitko ranjen in dva dni kasneje umrl, star 67 let. Pokopan je bil v mavzoleju Fuling vzhodno od Šenjanga.
Med najbolj trajnimi prispevki, ki jih je zapustil svojim potomcem, je bila ustanovitev Osmih praporov, ki so sčasoma postali hrbtenica vojske dinastije Čing. Dva elitna Rumena prapora sta bila dosledno pod Nurhacijevim poveljstvom. Dvema Modrima praporoma je do svoje smrti  poveljeval Nurhacijev brat Šurhaci, potem pa njegova sinova Čjurhala in Amin. Belemu praporu je večino očetove vladavine poveljevan Nurhacijev najstarejši sin Cujen, dokler se ni uprl. Poveljstvo obeh Belih praporov je zatem prevzel Nurhacijev vnuk Hong Tajdži.  Oba Rdeča prapora sta do konca Hong Tajdžijeve vladavine vodila Nurhacijev drugi sin Dajšan in zatem njegov sin.
Prehod oblasti na Hong Tajdžija kot kana dinastije Džin je nejasen. Nurhaci pred smrtjo ni določil dediča in je namesto tega svoje sinove spodbujal h kolektivnemu vladanju. Kandidati za Nurhacijevega naslednika so bili sin Dajšan (star 43 let), nečak Amin (40 ali 41 let), sin Manggultaj (38 ali 39 let) in vnuk sam Hong Tajdži (33 let). Dan po Nurhacijevi smrti so njegovo glavno soprogo, gospo Abahaj, ki mu je rodila tri sinove, prisilili k samomoru, da bi ga spremljala po smrti. Njena smrt še bolj zapleta stanje po Nurhacijevi smrti.
Po kasnejših Hong Tajdžijevih zapisih so bili Amin in oba druga kandidata pripravljeni sprejeti Hong Tajdžija za kana, vendar je Amin nato želel oditi s svojim Obrobljenim Modrim praporom in grozil, da bo razpustil Nurhacijevo zvezo Džurčenov. Dajšan je nato predlagal kompromis, ki je Hong Tajdžiju dovolil prevzeti položaj kana, vendar s skoraj enakimi pooblastili kot so jih imeli ostali trije kandidati. Hong Tajdži je sčasoma našel načine, da je postal nesporen vodja Džurčenov.
Hong Tajdži je ime Džurčenov spremenil v Mandžuri, da bi prikril dejstvo, da so Džurčenom vladali Kitajci. Dinastija Čing je skrbno skrila in prepovedala javnosti dve izvirni knjigi Čing tajdzu vu huangdi šilu in Mandžov šilu tu (Tajdzu šilu tu), ker sta dokazovali, da je mandžurski družini Aisin Gioro vladala dinastija Ming.